# Şamaxı

Şamaxı

Şamaxı (nom oficial en àzeri tot i que apareix escrit també com Schemacha, Shamakhy, Shammakhi o Shammakha i Shemakha), és una ciutat de l'Azerbaidjan capital del raion o districte de Şamaxı. La seva població el 2010 era de 31.704 habitants. La ciutat és molt coneguda pels seus ballarins tradicionals. La ciutat ha patit fins a onze terratrèmols importants però sempre fou reconstruïda. És la capital històrica del Xirvan. La mesquita Juma, del segle x, va sobreviure a vuit dels terratrèmols sent destruïda pel de 1902.

## Història
Şamaxı és esmentada amb el nom de Kamachia per Claudi Ptolemeu al segle ii.
Tota l'edat mitjana va ser capital del Shirvan entre els segles VIII i XV i residència dels emirs o Xirvanxahs de la dinastia yazídida el segle ix i X, portant per un temps el nom de Yazidiyya. Un terratrèmol la va destruir la capital i Akhistan I va fer de Bakú la nova capital. Guillaume de Rubrouck, explorador i frare, hi va estar a la tornada de la visita a la cort del gran kan mongol al segle xiii. El 1538 Shirvan va passar a Pèrsia.
Al segle xvi els anglesos hi van establir una factoria comercial dirigida pels viatger Anthony Jenkinson, després enviat extraordinari del xa de Pèrsia al tsar Ivan IV el Terrible i al kanat de Bukhara. Adam Olearius que va visitar Şamaxı el 1636, diu que la població estava formada per turcs (àzeris), perses, armenis i alguns georgians cadascun amb la seua llengua i amb el turc (àzeri) com a llengua comuna. Vers 1720 la població de Şamaxı va arribar a uns 60.000 habitants molts dels quals armenis o estrangers. Des de 1721 fou capital del kanat de Shirvan, conegut també com a kanat de Şamaxı. Els russos hi van entrar per primer cop el 1723 però se'n van retirar tot seguit deixant la zona en mans dels otomans (1723-1735) fins al tractat Turco-persa d'aquest darrer any que la va deixar a Pèrsia.
El 1742 Şamaxı fou presa i destruïda per Nàdir-Xah Afxar de Pèrsia, que com a càstig per als seus habitants per la seva desobediència i per ser sunnites, va construir una nova ciutat a 16 km a l'oest al peu de la principal cadena de muntanyes del Caucas. La nova Xemakha o Xamakhi (Yeni Xamakha) fou sovint residència dels kans però finalment fou abandonada i l'antiga ciutat (Khoja Xamakha) reconstruïda. El kanat fou ocupat per Rússia el 25 de desembre de 1805 esdevenint vassall del tsar; la seva possessió pels russos va quedar confirmada pel tractat de Gulistan del 1813. El kan Mustafa va morir el 1820 i el kanat fou abolit.
El 1833 segons la Penny Cyclopaedia la major part de la població del Xirvan eren tàtars (un nom donat al segle xix i començaments del XX als turcs amb aportacions perses i/o àrabs, posteriorment àzeris) i la majoria era també musulmana, però hi havia un nombre considerable d'armenis, alguns jueus i alguns gitanos; els mascles musulmans eren 62.934, els armenis 6.375 i els jueus 332 o sigui en total 69.641, el que portaria la població del Shirvan a no menys de 300.000; la mateixa font diu que el cens oficial donava 2.233 famílies per la ciutat, el que donaria una població d'entre 12.000 i 15.000 persones, descens atribuït a la devastació de les guerres. Segons el Brockhaus & Efron Encyclopedic Dictionary, vers el 1930 Şamaxı tenia 20.008 habitants (10.450 mascles i 9.558 femelles) dels quals el 79% eren àzeris, el 18% armenis, i el 3% russos. Fins al devastador terratrèmol de 1859, Şamaxı fou capital del Govern de Şamaxı dins l'Imperi Rus, però després la capital fou traslladada a Bakú i el govern va agafar aquest nom. Llavors Şamaxı va entrar en decadència.

## Terratrèmols principals
- 1191, que provoca greus destruccions
- 1667, considerat el pitjor, que hauria deixat 80.000 morts i va destruir totalment un terç de la ciutat
- 1859, que va causar el trasllat de la capital a Bakú
- 1902, terratrèmol que va destruir la mesquita Juma.

## Agermanaments
- Tsolakert, Turquia

## Personatges
- Abbas Sahhat — poeta i dramaturg.[6]
- Aghasadyg Garaybeyli — actor
- Alexsey Chernyayevsky - mestre
- Aliheydar Garayev — Comissari del poble el 1920.[7]
- Khagani Shirvani — poeta.
- Leonti Gurtyev — Heroi de la Unió Soviètica.[8]
- Mirza Alakbar Sabir — poeta.[9]
- Muhammad Hadi — poeta.[10]
- Seyid Azim Shirvani — poeta.[11]
- Sultan Majid Afandiyev — Comissari del Poble (1921–1924).[12]
- Sultan Majid Ganizade — escriptor i traductor.[13]
- Zeynalabdin Shirvani — geograf i viatger, historiador i antropòleg, educador i poeta.